# Сане (Нижньосілезьке воєводство)
Сане (пол. Sanie) — село в Польщі, у гміні Жміґруд Тшебницького повіту Нижньосілезького воєводства.
Населення — 191 особа (2011).

## Демографія
Демографічна структура станом на 31 березня 2011 року:
|          | Загалом | Допрацездатний вік | Працездатний вік | Постпрацездатний вік |
| -------- | ------- | ------------------ | ---------------- | -------------------- |
| Чоловіки | 94      | 20                 | 66               | 8                    |
| Жінки    | 97      | 17                 | 61               | 19                   |
| Разом    | 191     | 37                 | 127              | 27                   |